# Antoni Pawluszkiewicz
Antoni Pawluszkiewicz (4. března 1863 Żywiec – 18. září 1908 Sucha Beskidzka) byl rakouský politik polské národnosti z Haliče, na počátku 20. století poslanec Říšské rady.

## Biografie
Uvádí se jako majitel pily a starosta v obci Sucha Beskidzka. Funkci starosty zastával po devět let. Byl též členem místní školní rady.
Působil také coby poslanec Říšské rady (celostátního parlamentu Předlitavska), kam usedl ve volbách do Říšské rady roku 1907, konaných poprvé podle všeobecného a rovného volebního práva. Byl zvolen za obvod Halič 38. Poslancem byl do své smrti roku 1908. Pak ho nahradil Edward Krupka.
Uvádí se jako člen polského středu. Šlo o formaci Polskie Centrum Ludowe, která navazovala na dřívější Stronnictwo Chrześcijańsko-Ludowe (Křesťansko-lidová strana) okolo Stanisława Stojałowského. Po volbách roku 1907 byl na Říšské radě nejprve členem poslaneckého Polského klubu. V říjnu 1907 se ale uvádí, že z Polského klubu vystoupil a přešel do Polské lidové strany. Byl pak nezařazeným poslancem.
Zemřel v září 1908.